# Gimnazija Mostar
Gimnazija Mostar, nekad poznata kao Gimnazija Aleksa Šantić, popularno poznata kao Stara gimnazija, je gimnazija u Mostaru, Bosna i Hercegovina; na adresi Španjolski trg 1.

## Povijest
Gimnazija u Mostaru osnovana je 1893. godine i počela je s radom na Luci. Tu je gimnazija djelovala do 1898. godine kada je izgrađeno jedno krilo današnje zgrade, prema nacrtu češkog arhitekta Františeka Blažeka. God. 1902., dograđeno je i drugo krilo i time je zgrada dobila sadašnji izgled. Zgrada pseudomaurskog stila se odlikovala brojnim ukrasima inspirirani palačom Alhambra u Španjolskoj. 
Gimnazija Aleksa Šantić, nazvana tako u čast najpoznatijeg mostarskog pjesnika Alekse Šantića, je bila jedna od prvih i najnaprednijih školskih institucija u Kraljevini Jugoslaviji i između ostalih pohađali su je povjesničar Vladimir Ćorović, filozof i pjesnik Dimitrije Mitrinović, političar Džemal Bijedić, te komunistički aktivist Avdo Humo, ali i suvremenici Predrag Matvejević, Ljubo Bešlić i dr.
Tijekom povijesti mostarska gimnazija, je nekoliko puta bila zatvarana i nastava se odvijala u prekidima. Poslije Bošnjačko-hrvatskih sukoba (1992. – 94.) učenici i profesori, koji su radili po planu i programu na hrvatskom jeziku, a u okviru Gimnazije fra Dominika Mandića, vratili su se u obnovljeno prizemlje zgrade u studenom 1999. godine. Dana 29. kolovoza 2003. godine, došlo je do spajanja Javne ustanove Prve gimnazije Mostar i Gimnazije fra. Dominika Mandića u Gimnaziju Mostar, kao prve administrativno ujedinjene škole na području Hercegovačko Neretvanske Županije. Ujedinjena škola je prozivan „rijetkim društvenim eksperimentom”, ali učenici i zaposlenici su zadovoljni njezinom organizacijom.
Donacijom japanske vlade opremljen je kabinet informatike modernom opremom, a obnova gimnazije je dovršena 2009. godine, zahvaljujući donacijama španjolske i njemačke vlade, te kreditu Razvojne banke Vijeća Europe.

## Gimnazija Mostar danas
Gimnazija realizira nastavni plan i program četverogodišnjeg smjera opće gimnazije, prema dva nastavna plana i programa - na bošnjačkom i na hrvatskom jeziku. 
Nastava je kabinetski organizirana u dvije smjene tako da učenici trećeg i četvrtog razreda nastavu pohađaju u prvoj smjeni, a u drugoj smjeni učenici prvog i drugog razreda. Prva smjena s radom počinje u 7.30 a druga u 13.35 sati. Nastava završava u 19,30 sati.
Škola pored ravnatelja i zamjenika ravnatelja ima i pedagoga, knjižničara, tajništvo, te Školski odbor, Nastavnička vijeća, zajedničko Nastavničko vijeće, zajedničko Vijeće učenika i Vijeće roditelja u skladu s nastavnim planom i programom HNŽ-a. Vijeće učenika Gimnazije Mostar je zajedničko; sačinjavaju ga predstavnici svih odjeljenja.
Vijeće organizira brojne aktivnosti koje su uglavnom humanitarnog, kulturnog, športskog i ekološkog karaktera.

### United World College Mostar
U zgradi mostarske gimnazije je smješten i „Koledž ujedinjenog svijeta“ (United World College Mostar), jedna od 18 takvih obrazovnih ustanova u svijetu (United World Colleges), koji zauzima trećinu zgrade gimnazije. God. 2006. svečano ga je otvorila Noor, kraljica Jordana. U njemu predaju nastavnici iz različitih zemalja, a nastavu pohađa preko 200 učenika iz cijelog svijeta. On također doprinosi toleranciji i suživotu ne samo različitih nacionalnosti grada, nego i rasa, kultura, tradicija i svjetonazora cijelog svijeta.

## Vanjske poveznice
- Službena stranica
- Novinarska sekcija Gimnazije Mostar na Facebooku
- Gimnazija Mostar na Instagramu